# Massacre d'Awa'uq
La massacre d'Awa'uq, Massacre de Refuge Rock, o massacre de Wounded Knee d'Alaska va ser una massacre perpetrada pel comerciant de pells rus Grigori Xélikhov, ajudat per homes de la Companyia Xélikhov-Gólikov contra indis alutiiq el 14 d'agost de 1784 durant el domini rus d'Alaska. L'atac va tenir lloc a Sitkalidak, prop d'Old Harbor, a Refuge Rock (Awa'uq en alutiiq), al sud de l'illa Kodiak, de l'Arxipèlag Kodiak.
El 1784 Grigori Xélikhov arribà a la badia Three Saints, a l'illa Kodiak, amb dos vaixells. Els indígenes koniagues de l'illa Kodiak (Qik’rtarmiut Sugpiat), una nació d'alutiiqs nadius d'Alaska, van fustigar l'expedició de Xélikhov. Els promyshlenniki russos (caçadors de pells russos) van respondre matant 500 homes, dones i nens a Refuge Rock, tot i que algunes fonts augmenten la xifra fins a 2.000, o entre 2.500 i 3.000 morts.
Després de l'atac a Awa'uq Xélikhov afirmà haver fet més de 1.000 presoners, mantenint-ne uns 400 com a ostatges. Aquesta massacre va permetre dominar les illes de l'arxipèlag. Una vegada establerta l'autoritat sobre l'illa de Kodiak, Xélikhov fundà un segon assentament permanent rus a Alaska, a la badia de Three Saints.